# 中华人民共和国环境噪声污染防治法
中华人民共和国环境噪声污染防治法是中華人民共和國一部有關环境噪声污染防治的法律，共八章64条，主要规定了环境噪声、工业噪声、建筑施工噪声、交通运输噪声、社会生活噪声的污染防治的法律责任等内容。该法將超过国家规定的环境噪声排放标准以及干扰他人正常生活、工作和学习的噪声污染列入整治對象。該法于1996年10月29日第八届全国人民代表大会常务委员会第二十二次会议通过，1997年3月1日起施行。后经2018年12月29日第十三届全国人民代表大会常委会第七次会议修正。